# 924 Gilman Street
924 Gilman Street är en punkrockklubb från Oakland, Kalifornien, där många unga band spelar. Bland andra musikgruppen Sweet Children (nuvarande Green Day) gjorde många spelningar på stället under sina tidiga år.